# Сихотэалиния Жильцовой
Сихотэалиния Жильцовой (лат. Sikhotealinia zhiltzovae) — единственный современный вид из семейства жуков юродиды (Jurodidae). Встречается в России.
История описания этого необычного жука и установления его таксономического положения в отряде жесткокрылых — несомненно самая крупная и интригующая сенсация в изучении жуков фауны России. Во-первых, этот вид известен до сих пор по одному экземпляру, пойманному не колеоптерологом, а специалистом по веснянкам Лидией Андреевной Жильцовой. Во-вторых, от момента обнаружения этого жука до описания его в качестве нового вида прошло более 20 лет. Всё это время автор описания — известный колеоптеролог из Владивостока Г. Ш. Лафер — пытался определить место нового вида среди четырёх подотрядов жуков (Archostemata, Adephaga, Myxophaga, Polyphaga). К моменту публикации описания (1996) решить эту задачу так и не удалось. В-третьих, для этого вида было сразу же установлено новое семейство. Установление нового семейства для вида, найденного в России — очень редкое событие. Наконец, в четвёртых, вскоре после публикации описания Sikhotealinia zhiltzovae часть загадок разрешилась (Кирейчук, 1999). Оказалось, что этот вид чрезвычайно сходен с ископаемым Jurodes ignoramus (Пономаренко, 1985), принадлежит к одному с ним семейству Jurodidae, а возможно — и к одному роду.
Так сенсация перешла совсем в другую плоскость: найдено «живое ископаемое» — жук из очень древней группы, считавшейся вымершей. При этом не обошлось без новых открытий и загадок: семейство Jurodidae пришлось перенести из подотряда Adephaga в Archostemata, и даже пол единственного экземпляра современного жука, согласно мнению Александра Георгиевича Кирейчука (Kirejtshuk, 1999), пришлось переопределить.
Жук назван в честь места его обнаружения, Сихотэ-Алинского заповедника и фамилии учёной, Лидии Жильцовой, обнаружившей его.